# Holz (Jüchen)
Holz (während der Umsiedlung: Neu-Holz) ist ein Ortsteil der Stadt Jüchen im Rhein-Kreis Neuss in Nordrhein-Westfalen. Der Ort ist der Umsiedlungsort für den abgebrochenen Ort Holz (während der Umsiedlung: Alt-Holz), der für den Braunkohletagebau umgesiedelt wurde.

## Geografie
Holz grenzt im Norden an Mönchengladbach-Odenkirchen, im Osten an Otzenrath und Neu-Spenrath, im Westen an Wanlo und Wickrathberg und im Süden an Hochneukirch.

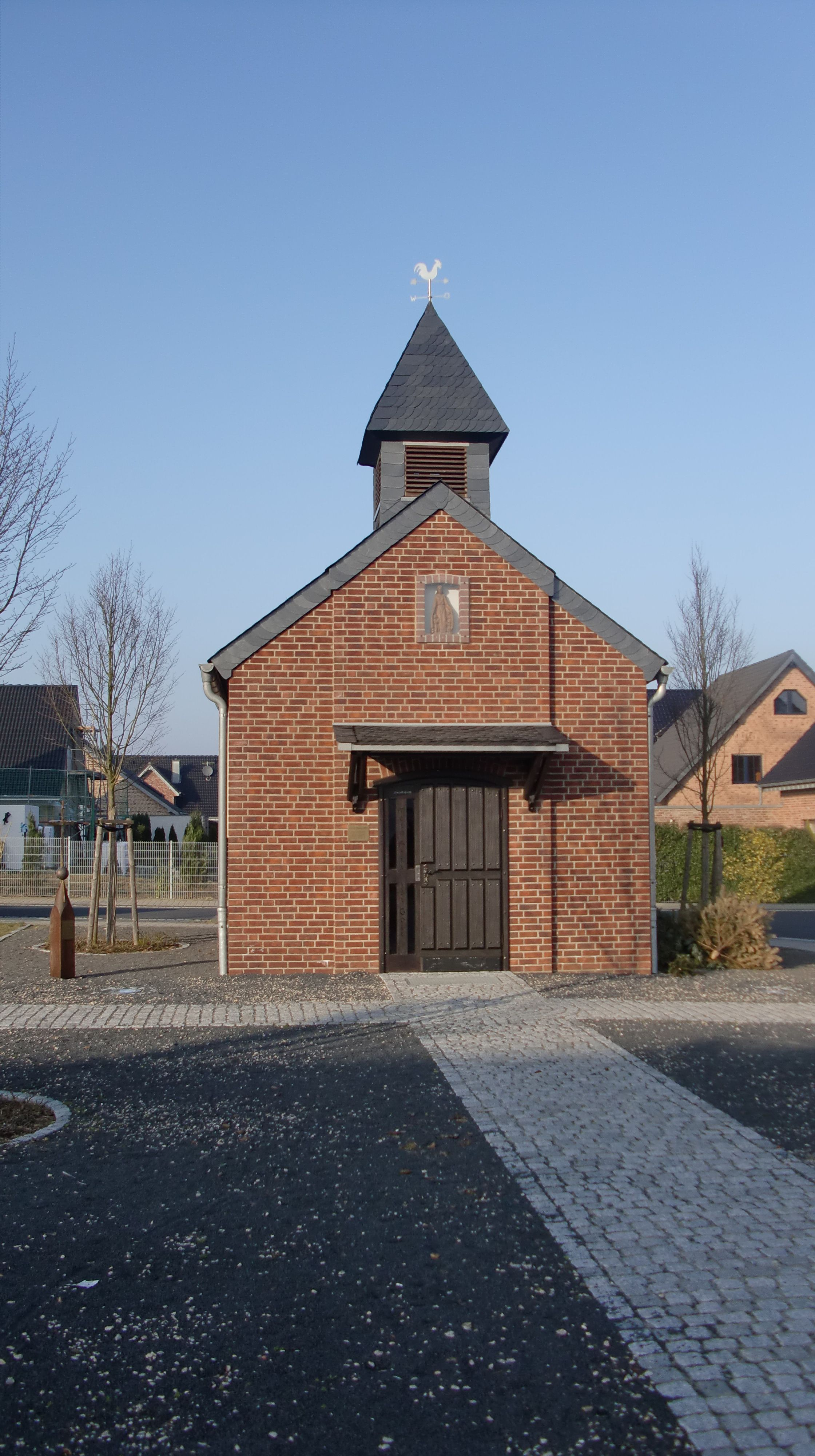
Kapelle Neu-Holz 2011

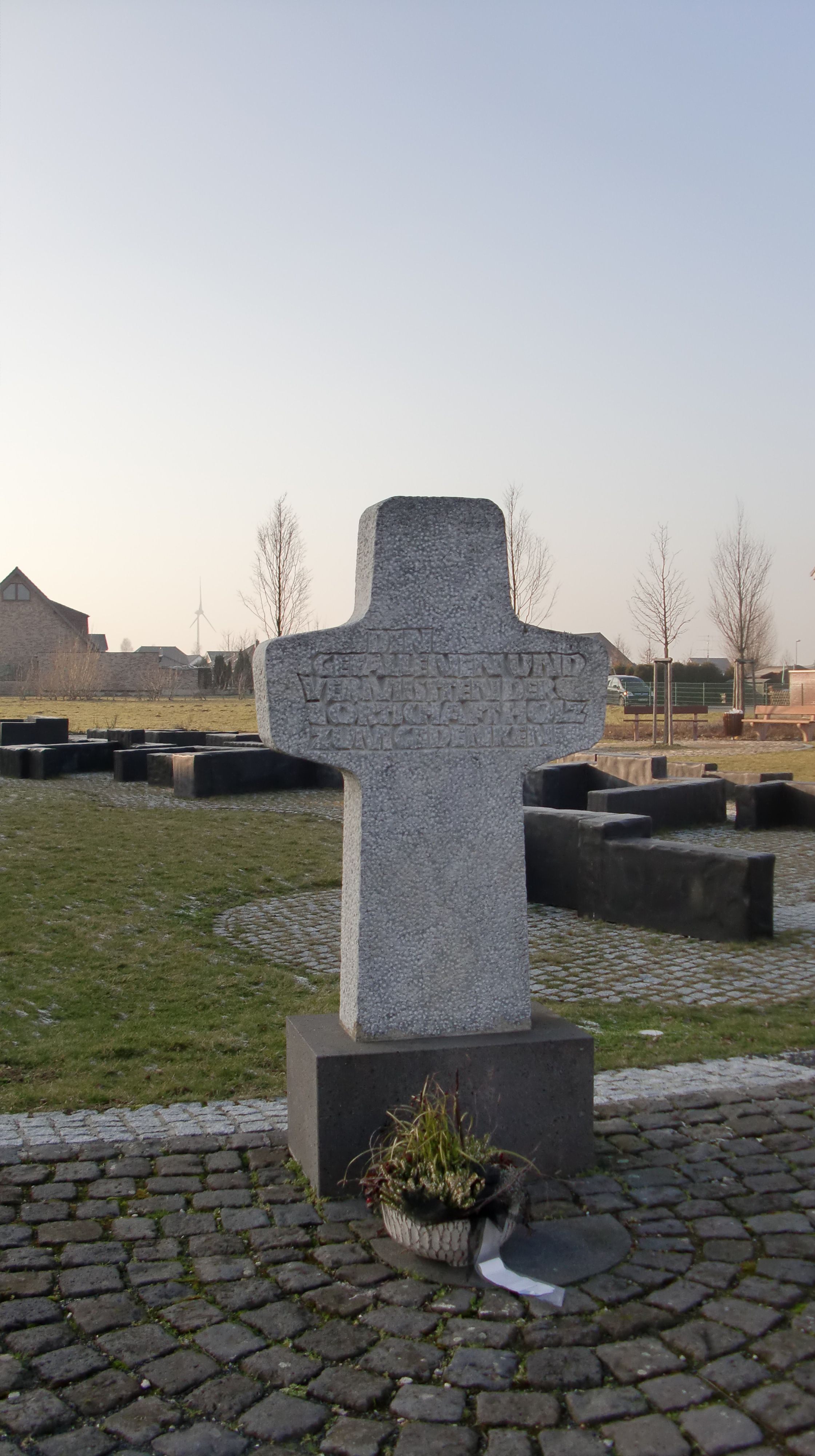
Das Kriegerdenkmal aus Alt-Holz fand neben der Kapelle einen neuen Platz

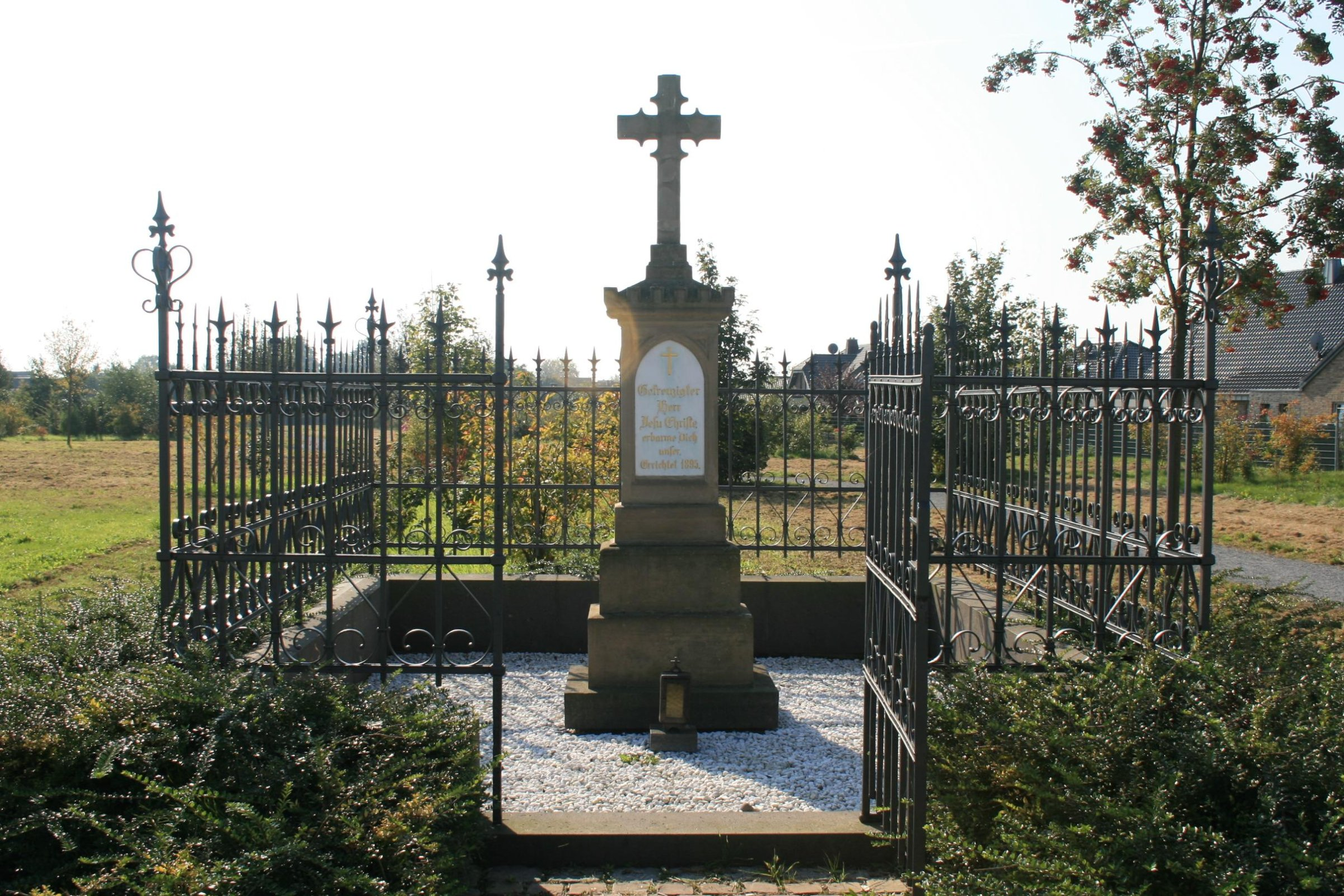
Wegekreuz aus dem Jahre 1895

## Geschichte

### Ursprung des Dorfnamens
Das alte Dorf wurde erstmals nach einem Hof, dessen Besitzer Wynannt hießen, mit Winnadtsholz oder Weinnandtsholz benannt. Der Ortsname hat sich mit der Zeit auf den Ortsnamen Holz beschränkt.
Während der Umsiedlung wurde zur Unterscheidung der alten und neuen Ortslage die Zusatzbezeichnung „Neu“ bzw. „Alt“ dem Ortsnamen hinzugefügt. Nach der Vollständigung Umsiedlung und Abriss der alten Ortslage wurde die Zusatzbezeichnung „Neu“ entfernt.

### Siedlungsgeschichte
Seit Ende der Sechziger Jahre ist bekannt, dass am Umsiedlungsstandort für (Neu) Holz eine römische Trümmerstelle liegt. 1994 begann man mithilfe von Ausgrabungen und archäologischen Untersuchungen, die Trümmerstelle einzugrenzen. Die Ausgrabungen fanden von 1997 bis 2000 statt, da ein Erhalt der Siedlung nicht möglich war. Am Umsiedlungsstandort hat man eine 700 Jahre lückenlose Besiedlungsgeschichte nachgewiesen, die älteste Besiedlung reicht in die Späthallstattzeit und Spätlatènezeit um 450 vor Christus. Die Höfe hier stammten aus dem 4. bis 1. Jahrhundert vor Christus. Neben Gehöften wurden auch zahlreiche keltische Gefäße gefunden. Nordwestlich der Siedlung aus der Späteisenzeit wurde ein Hof aus dem Elbgebiet von dem 1. Jahrhundert nach Christus gefunden. Einen rechteckigen Hof, den Vorgängerhof der römischen Villa Rustica, fand man 110 Meter von diesem entfernt. Im 2/3. Jahrhundert wurde dieser durch einen Brand zerstört und hier nicht wieder aufgebaut. Aus dem 4. Jahrhundert fand man einen Pfostenbau, der auf eine landwirtschaftliche und handwerkliche Besiedlung hinweist.
Seit 1999 wurde am Umsiedlungsort mit dem Bau von Neu-Holz begonnen.

### Loreta-Kapelle
Im Zuge der Umsiedlung wurde die Kapelle in Alt-Holz abgerissen. Das Bistum Aachen gab bekannt, keine neue Kapelle am Umsiedlungsort errichten zu lassen. Es sollten auch keine Gottesdienste mehr gefeiert werden. Die heute im Dorfzentrum stehende Kapelle wurde mittels der Interessengemeinschaft umgesetzt. Das Bistum Aachen beteiligte sich nicht an dem Bau und den Kosten. 2007 konnte die neue Kapelle eingeweiht werden, ein Jahr später als ursprünglich geplant. Der Entwurf der Kapelle kam vom Aachener Städteplaner Professor Horst Ulrich. Die alte Kapelle in Alt-Holz sollte als Vorbild genommen werden, andere Entwürfe verwarf der Bürgerbeirat. Die Kapelle beherbergt neben der Ausstattung der alten Kapelle auch Vordach, Tür und Glocken.
Neben der Kapelle fand das Kriegerdenkmal aus dem alten Ort einen neuen Platz.

## Bevölkerung
| Jahr | Einwohnerzahl |
| ---- | ------------- |
| 2007 | 495           |
| 2010 | 598           |
| 2013 | 678           |
| 2018 | 804           |

## Religion
In Otzenrath und Hochneukirch gibt es eine katholische Kirche, in Otzenrath zudem eine evangelische.

## Verkehr

### Schienenverkehr
Der nächste Bahnhof befindet sich in Hochneukirch, er ist innerhalb von 10 Minuten zu Fuß erreichbar.

### Busverkehr
Es gibt zwei Bushaltestellen im Ort, Jüchen Nordring und Jüchen Zur Kapelle. Die Busse verkehren zwischen Jüchen und Mönchengladbach. In Rheydt Hauptbahnhof und Mönchengladbach Hauptbahnhof bestehen Umsteigemöglichkeiten zum Nahverkehr als auch Fernverkehr.

### Straße
Der Ort ist verkehrsberuhigt. Die nächste Autobahnauffahrt ist an der A44 Mönchengladbach-Odenkirchen, der A 61 Mönchengladbach-Güdderath und an der A46 bei Jüchen.